# 4th Dimension
4th Dimension eller 4D (eller Silver Surfer som det var känt under tidig utveckling), är en relationsdatabas med en utvecklingsmiljö utvecklad av fransmannen Laurent Ribardière 1984. 
Under 1993 introducerades 4D Server en ”klient/server version” av 4th Dimension. 4D är ursprungligen en Apple Macintosh-produkt men sedan 1995 har även 4D haft stöd för Microsoft Windows.
4D:s produktlinje har sedan expanderats till en SQL frontend, en integrerad kompilator och ett flertal plugins för att öka produktiviteten och utseendet. Några av de mer användbara plugins inkluderar 4D Write (ordbehandling), 4D Draw (vektorgrafikshantering), 4D View (kalkylbladsfunktionalitet) och 4D Internet Commands (möjlighet att lägga till internetrelaterade funktioner i databasen). Det finns även över 100 st tredjeparts-plugins, både fria såsom kommersiella.
Numera har populariteten kring att använda 4D som en webbserver blivit alltmer vanlig. Att ha både webbserver och kompilerad applikation i ett ger utvecklare möjlighet att skapa prestandainriktade webbplatser med en hög anpassningsnivå.
4D publiceras av det franska bolaget 4D SA, och databasen distribueras internationellt av såväl lokala dotterbolag som fristående distributörer.